# Athletissima 2017
Navigation
Édition précédente Édition suivante
L'Athletissima 2017 est la 40e édition du meeting Athletissima qui a lieu le 6 juillet 2017 au Stade olympique de la Pontaise de Lausanne, en Suisse. Il constitue la huitième étape de la Ligue de diamant 2017.

## Résultats

### Hommes
| Rang | Athlète             | Temps       | Points |
| ---- | ------------------- | ----------- | ------ |
| 1    | Justin Gatlin       | 9 s 96      | 8      |
| 2    | Ben Youssef Meité   | 9 s 98 (SB) | 7      |
| 3    | Akani Simbine       | 9 s 99      | 6      |
| 4    | Isiah Young         | 10 s 00     | 5      |
| 5    | James Dasaolu       | 10 s 12     | 4      |
| 6    | Henricho Bruintjies | 10 s 15     | 3      |
| 7    | Alex Wilson         | 10 s 17     | 2      |
| 8    | Kim Collins         | 10 s 77     | 1      |

| Rang | Athlète             | Temps                 | Points |
| ---- | ------------------- | --------------------- | ------ |
| 1    | Wayde van Niekerk   | 43 s 62 (WL, DLR, MR) | 8      |
| 2    | Baboloki Thebe      | 44 s 02 (PB)          | 7      |
| 3    | Isaac Makwala       | 44 s 08 (SB)          | 6      |
| 4    | Vernon Norwood      | 44 s 47 (SB)          | 5      |
| 5    | Michael Cherry      | 44 s 66 (PB)          | 4      |
| 6    | Tony McQuay         | 45 s 28               | 3      |
| 7    | Liemarvin Bonevacia | 45 s 61 (SB)          | 2      |
|      | Machel Cedenio      | DNF                   |        |

| Rang | Athlète                | Temps              | Points |
| ---- | ---------------------- | ------------------ | ------ |
| 1    | Aman Wote              | 3 min 32 s 20      | 8      |
| 2    | Charles Cheboi Simotwo | 3 min 32 s 59 (PB) | 7      |
| 3    | Silas Kiplagat         | 3 min 32 s 96      | 6      |
| 4    | Vincent Kibet          | 3 min 33 s 34      | 5      |
| 5    | Filip Ingebrigtsen     | 3 min 34 s 38 (SB) | 4      |
| 6    | Ayanleh Souleiman      | 3 min 34 s 70 (SB) | 3      |
| 7    | Matthew Centrowitz     | 3 min 34 s 83      | 2      |
| 8    | Bethwell Birgen        | 3 min 35 s 22      | 1      |

| Rang | Athlète          | Temps                   | Points |
| ---- | ---------------- | ----------------------- | ------ |
| 1    | Muktar Edris     | 12 min 55 s 23 (WL, MR) | 8      |
| 2    | Selemon Barega   | 12 min 55 s 58 (PB)     | 7      |
| 3    | Joshua Cheptegei | 12 min 59 s 83 (PB)     | 6      |
| 4    | Yenew Alamirew   | 13 min 6 s 81 (SB)      | 5      |
| 5    | Birhanu Legese   | 13 min 26 s 40          | 4      |
| 6    | Ben True         | 13 min 28 s 29          | 3      |
| 7    | Dawit Wolde      | 13 min 34 s 44          | 2      |
| 8    | Solomon Berihu   | 13 min 37 s 63          | 1      |

| Rang | Athlète             | Temps       | Points |
| ---- | ------------------- | ----------- | ------ |
| 1    | Sam Kendricks       | 5,93 m (MR) | 8      |
| 2    | Paweł Wojciechowski | 5,93 m (MR) | 7      |
| 3    | Renaud Lavillenie   | 5,87 m (SB) | 6      |
| 4    | Kurtis Marschall    | 5,73 m (PB) | 5      |
| 5    | Kévin Ménaldo       | 5,73 m      | 4      |
| 6    | Piotr Lisek         | 5,73 m      | 3      |
| 7    | Armand Duplantis    | 5,73 m      | 2      |
| 8    | Shawnacy Barber     | 5,63 m      | 1      |

| Rang | Athlète              | Marque       | Points |
| ---- | -------------------- | ------------ | ------ |
| 1    | Pedro Pablo Pichardo | 17,60 m (SB) | 8      |
| 2    | Christian Taylor     | 17,49 m      | 7      |
| 3    | Will Claye           | 17,12 m      | 6      |
| 4    | Alexis Copello       | 16,98 m      | 5      |
| 5    | Chris Benard         | 16,93 m      | 4      |
| 6    | Jean-Marc Pontvianne | 16,84 m      | 3      |
| 7    | Jhon Murillo         | 16,47 m      | 2      |
|      | Dong Bin             | NM           |        |

| \| Rang \| Athlète \| Marque \| Points \| \| ---- \| ----------------- \| ------------ \| ------ \| \| 1 \| Ryan Crouser \| 22,39 m (MR) \| 8 \| \| 2 \| Tomas Walsh \| 21,97 m (SB) \| 7 \| \| 3 \| Tomáš Stanek \| 21,36 m \| 6 \| \| 4 \| Stipe Žunić \| 21,17 m \| 5 \| \| 5 \| David Storl \| 21,17 m \| 4 \| \| 6 \| Konrad Bukowiecki \| 21,03 m \| 3 \| \| 7 \| Tsanko Arnaudov \| 20,80 m \| 2 \| \| 8 \| Jacko Gill \| 20,70 m \| 1 \| |                   |              |        |
| Rang | Athlète           | Marque       | Points |
| 1 | Ryan Crouser      | 22,39 m (MR) | 8      |
| 2 | Tomas Walsh       | 21,97 m (SB) | 7      |
| 3 | Tomáš Stanek      | 21,36 m      | 6      |
| 4 | Stipe Žunić       | 21,17 m      | 5      |
| 5 | David Storl       | 21,17 m      | 4      |
| 6 | Konrad Bukowiecki | 21,03 m      | 3      |
| 7 | Tsanko Arnaudov   | 20,80 m      | 2      |
| 8 | Jacko Gill        | 20,70 m      | 1      |

### Femmes
| Rang | Athlète            | Temps        | Points |
| ---- | ------------------ | ------------ | ------ |
| 1    | Dafne Schippers    | 22 s 10 (SB) | 8      |
| 2    | Marie-Josée Ta Lou | 22 s 16 (NR) | 7      |
| 3    | Kyra Jefferson     | 22 s 34      | 6      |
| 4    | Jenna Prandini     | 22 s 65      | 5      |
| 5    | Kimberlyn Duncan   | 22 s 67      | 4      |
| 6    | Mujinga Kambundji  | 22 s 82 (SB) | 3      |
| 7    | Bianca Williams    | 22 s 94      | 2      |
| 8    | Sarah Atcho        | 23 s 04      | 1      |

| Rang | Athlète             | Temps              | Points |
| ---- | ------------------- | ------------------ | ------ |
| 1    | Francine Niyonsaba  | 1 min 56 s 82 (SB) | 8      |
| 2    | Charlene Lipsey     | 1 min 57 s 38 (PB) | 7      |
| 3    | Eunice Sum          | 1 min 57 s 78 (SB) | 6      |
| 4    | Sifan Hassan        | 1 min 58 s 13 (PB) | 5      |
| 5    | Laura Muir          | 1 min 58 s 59 (PB) | 4      |
| 6    | Lovisa Lindh        | 1 min 58 s 77 (NR) | 3      |
| 7    | Lynsey Sharp        | 1 min 58 s 80 (SB) | 2      |
| 8    | Nataliya Pryshchepa | 1 min 58 s 82 (SB) | 1      |

| Rang | Athlète            | Temps        | Points |
| ---- | ------------------ | ------------ | ------ |
| 1    | Sharika Nelvis     | 12 s 53 (SB) | 8      |
| 2    | Jasmin Stowers     | 12 s 57      | 7      |
| 3    | Christina Manning  | 12 s 58 (PB) | 6      |
| 4    | Nia Ali            | 12 s 61      | 5      |
| 5    | Kristi Castlin     | 12 s 61 (SB) | 4      |
| 6    | Dawn Harper Nelson | 12 s 75      | 3      |
| 7    | Eefje Boons        | 12 s 98 (PB) | 2      |
| 8    | Noemi Zbären       | 15 s 85      | 1      |

| Rang | Athlète             | Temps        | Points |
| ---- | ------------------- | ------------ | ------ |
| 1    | Ashley Spencer      | 53 s 90      | 8      |
| 2    | Lea Sprunger        | 54 s 29 (PB) | 7      |
| 3    | Eilidh Doyle        | 54 s 36 (SB) | 6      |
| 4    | Sara Slott Petersen | 54 s 49      | 5      |
| 5    | Zuzana Hejnová      | 54 s 69      | 4      |
| 6    | Shamier Little      | 55 s 10      | 3      |
| 7    | Ristananna Tracey   | 56 s 23      | 2      |
|      | Dalilah Muhammad    | DNF          |        |

| Rang | Athlète           | Marque               | Points |
| ---- | ----------------- | -------------------- | ------ |
| 1    | Mariya Lasitskene | 2,06 m (WL, DLR, MR) | 8      |
| 2    | Kamila Licwinko   | 1,93 m               | 7      |
| 3    | Sofie Skoog       | 1,93 m               | 6      |
| 4    | Morgan Lake       | 1,93 m               | 5      |
| 5    | Alessia Trost     | 1,93 m               | 4      |
| 6    | Ruth Beitia       | 1,90 m               | 3      |
| 7    | Mirela Demireva   | 1,87 m               | 2      |
|      | Airiné Palšyté    | DNS                  |        |

| Rang | Athlète             | Marque | Points |
| ---- | ------------------- | ------ | ------ |
| 1    | Ivana Španović      | 6,79 m | 8      |
| 2    | Shakeelah Saunders  | 6,68 m | 7      |
| 3    | Tianna Bartoletta   | 6,65 m | 6      |
| 4    | Darya Klishina      | 6,64 m | 5      |
| 5    | Lorraine Ugen       | 6,61 m | 4      |
| 6    | Laura Strati        | 6,49 m | 3      |
| 7    | Concepción Montaner | 6,27 m | 2      |
|      | Shara Proctor       | NM     |        |

| \| Rang \| Athlète \| Marque \| Points \| \| ---- \| -------------------- \| -------------------- \| ------ \| \| 1 \| Sara Kolak \| 68,43 m (WL, NR, MR) \| 8 \| \| 2 \| Barbora Špotáková \| 67,40 m (SB) \| 7 \| \| 3 \| Kathryn Mitchell \| 66,12 m (PB) \| 6 \| \| 4 \| Kelsey-Lee Roberts \| 64,06 m (PB) \| 5 \| \| 5 \| Tatsiana Khaladovich \| 62,29 m \| 4 \| \| 6 \| Sunette Viljoen \| 61,38 m \| 3 \| \| 7 \| Madara Palameika \| 60,35 m \| 2 \| \| 8 \| Kara Winger \| 59,19 m \| 1 \| |                      |                      |        |
| Rang | Athlète              | Marque               | Points |
| 1 | Sara Kolak           | 68,43 m (WL, NR, MR) | 8      |
| 2 | Barbora Špotáková    | 67,40 m (SB)         | 7      |
| 3 | Kathryn Mitchell     | 66,12 m (PB)         | 6      |
| 4 | Kelsey-Lee Roberts   | 64,06 m (PB)         | 5      |
| 5 | Tatsiana Khaladovich | 62,29 m              | 4      |
| 6 | Sunette Viljoen      | 61,38 m              | 3      |
| 7 | Madara Palameika     | 60,35 m              | 2      |
| 8 | Kara Winger          | 59,19 m              | 1      |

## Légende
Records et Performances
- AR : Record continental (area record)
- CR : Record des championnats (championship record)
- MR : Record du meeting (meet record)
- NR : Record national (national record)
- OR : Record olympique (olympic record)
- PR : Record paralympique (paralympic record)
- PB : Record personnel (personal best)
- SB : Meilleure performance personnelle de la saison (season's best)
- WL : Meilleure performance mondiale de l'année (world leader)
- WJR : Record du monde junior (world junior record)
- WR : Record du monde (world record)

Circonstances et Conditions
- DNF : N'a pas terminé (did not finish)
- DNS : N'a pas pris le départ (did not start)
- DQ : Disqualification (disqualification)
- NM : Aucun essai valable enregistré (No Mark)
- Q : Qualifié « directement » au prochain tour (ou à la prochaine compétition), lors d'une compétition majeure, grâce au classement ou à la réalisation des minima (automatic qualifier)
- q : Qualifié au prochain tour (ou à la prochaine compétition), lors d'une compétition majeure, grâce au repêchage ou à la réalisation de l'une des meilleures performances parmi celles des « non qualifiés directement » (grâce au meilleur temps ou à la meilleure distance par exemple) (secondary qualifier)